# Святой Павел (пакетбот)
«Святой Павел» — парусный пакетбот Охотской военной флотилии, построен в 1737—1740 годах на Охотской верфи корабельным мастером ластовых судов М. Ругачёвым и мастером шлюпочного и ботового дела А. И. Кузьминым, участник Второй камчатской экспедиции (1740—1742) под руководством капитана полковничьего ранга А. И. Чирикова, в ходе которой экипаж достиг тихоокеанских берегов Северной Америки, открыл архипелаг Александра, ряд островов Алеутской гряды и Командорские острова.

## Описание судна
«Святой Павел» представлял собой парусный деревянный пакетбот водоизмещением 200 тонн и грузоподъёмностью 100 тонн, был одним из двух судов одноимённого типа. Длина пакетбота составляла 24,4 метра, ширина — 6,7 метра, а осадка — 2,9 метра. На судне были установлены 14 орудий малого калибра: девять 3-фунтовых и пять 2-фунтовых пушек. Экипаж пакетбота состоял из 75 человек.
Пакетбот нёс парусное вооружение брига — на каждой мачте располагались по две реи, на которых поднимались нижние паруса — фок и грот, над ними фор-марсель и грот-марсель. На фок-мачте также имелись косые паруса — стаксель и кливер (фор-стеньги-стаксель), а на грот-мачте — грот-стаксель и грот-стеньги-стаксель, имелся кормовой косой парус — грота-гаф-трисель, на бушприте ставился прямоугольный парус — блинд.
Каюта командира находилась на корме пакетбота, в интрюме располагалась кают-компания, она же использовалась, как офицерская каюта. На носу судна помещался камбуз, слева от него располагалась шкиперская камора. Внутренние части пакетбота были раскрашены в белый, зеленый, красный и лазоревый цвета участником экспедиции Ф. Х. Плениснером.

## История службы
Пакетбот «Святой Павел» был заложен 12 (23) ноября 1737 года вместе с пакетботом «Святой Пётр» на Охотской верфи. Строительство вели корабельный мастер ластовых судов М. Ругачёв и мастер шлюпочного и ботового дела А. И. Кузьмин. Корабельный лес для пакетботов заготавливали на берегах реки Кухтуй под руководством боцмана Сидора Савельева 42 плотника и работных людей. 2 (13) июля 1740 года пакетбот был спущен на воду, 6 (17) августа была завершена окончательная достройка и «Святой Павел» вошёл в состав Охотской флотилии.
Пакетбот, под командованием капитана полковничьего ранга А. И. Чирикова принимал участие во Второй камчатской экспедиции. 8 (19) сентября 1740 года в составе отряда из двух судов сопровождаемых до Большерецка дубель-шлюпкой «Надежда» и галиотом «Охотск» под командой штурмана В. А. Ртищева, покинул Охотск и взял курс к берегам Камчатки. 6 (27) октября пакетботы вошли в Авачинскую губу, где зазимовали в бухте, названной в их честь Петропавловской. 4 (15) июня 1741 года оба пакетбота вышли в Тихий океан с целью поиска «Земли Жуана да Гамы», однако из-за сильного тумана 20 июня (1 июля) суда потеряли друг друга. После нескольких дней бесплодных попыток найти второй пакетбот экипаж «Святого Павла» продолжил экспедицию самостоятельно. 
15 (26) июля 1741 года «Святой Павел» достиг тихоокеанских берегов Северной Америки (на сутки раньше чем «Святой Пётр») в точке 55°11′ северной широты и 133°57′ западной долготы. Затем пошёл вдоль американского берега на север. Затем был открыт архипелаг Александра. 18 (29) июля пакетбот подошёл к острову (ныне остров Якоби) и отправил на боте к берегу команду из 11 человек, которые спустя неделю не вернулись на судно. На шлюпке были направлены к острову еще четыре человека. На следующий день, пакетбот так и не дождавшись возвращения людей с острова, снялся с якоря и ушёл к берегам Камчатки. На обратном пути на судне умерли от цинги лейтенанты И. Л. Чихачев и М. Г. Плаутин, а также штурман А. М. Дементьева, тяжело заболел туберкулёзом командир пакетбота А. И. Чириков. Командование судном, несмотря на собственное недомогание, принял мичман И. Ф. Елагин. Экипаж пакетбота на обратном пути открыл Командорские острова и ряд островов Алеутской гряды (Умнак, Адах, Агатту, Атту) и нанёс их на карту. В начале октября судно попало в трёхдневный сильный шторм, 10 октября 1741 года пришло в Петропавловский острог. Из 75 членов экипажа вернулся 51 человек (15 пропали без вести, 9 умерли от цинги, в том числе и участник экспедиции французский астроном Л. Делиль де ла Кроер, который умер в день возвращения пакетбота на Камчатку).
23 мая (3 июня) 1742 года пакетбот под командованием А. И. Чирикова вышел во второе плавание к берегам Северной Америки в поисках пакетбота «Святой Пётр». 8 (19) июня «Святой Павел» подошел к острову Атту, но из-за постоянного густого тумана и болезней членов экипажа был вынужден вернуться обратно. На обратном пути были открыты (вторично после В. И. Беринга) Командорские острова, 1 (12) июля — вернулся в Авачинскую бухту.
12 (23) июля 1742 года пакетбот «Святой Павел» вышел из Авачинской губы и 16 (27) августа прибыл в Охотск, доставив туда вывезенный с Камчатки архив Второй Камчатской экспедиции. В 1744 году пакетбот пришел в ветхость и был сдан в контору Охотского порта.

## Память
- От имён кораблей-пакетботов «Святой Пётр» и «Святой Павел» произошло название Петропавловский острог (ныне Петропавловск-Камчатский)[12].
- В 1990 году в СССР вышла историческая серия монет, посвящённых 250-летию открытия Русской Америки. 25 рублёвая монета из палладия 999 пробы, была посвящена пакетботу «Святой Павел»[13].
- 29 октября 2004 года Банком России в географической серии монет, посвящённых Второй камчатской экспедиции, была выпущена памятная монета номиналом 25 рублей из серебра 900/1000 пробы. На реверсе монеты изображены пакетботы «Святой Пётр» и «Святой Павел»[14].

### Комментарии
1. ↑  Вторым судном был пакетбот «Святой Пётр» (командир В. И. Беринг).